# 聖瑪莉 (伊利諾伊州)
聖瑪莉（英語：Ste. Marie）是位於美國伊利諾伊州傑斯帕縣的一個村落。

## 地理
聖瑪莉的座標為38°55′53″N 88°01′31″W / 38.93139°N 88.02528°W，而該地最高點為海拔高度145米（即476英尺）。

## 人口
根據2010年美國人口普查的數據，聖瑪莉的面積為2.87平方千米，當中陸地面積為2.87平方千米，而水域面積為0.00平方千米。當地共有人口244人，而人口密度為每平方千米85人。